# Canton de Soissons-Sud
Le canton de Soissons-Sud est une ancienne division administrative française située dans le département de l'Aisne et la région Picardie.

## Histoire

### Avant le redécoupage de 2015
Le canton de Soissons-Sud est né de la division du canton de Soissons en 1973. La ville de Soissons est le chef-lieu de ce canton mais elle est devenue une fraction cantonale. Cette fraction comprend en outre la partie non-incluse dans le canton de Soissons-Nord,. Le canton est composé de 11 communes. 

### Redécoupage de 2015
Un nouveau découpage territorial de l'Aisne entre en vigueur en mars 2015, défini par le décret du 21 février 2014, en application des lois du 17 mai 2013 (loi organique 2013-402 et loi 2013-403). Les conseillers départementaux sont, à compter de ces élections, élus au scrutin majoritaire binominal mixte. Les électeurs de chaque canton élisent au Conseil départemental, nouvelle appellation du Conseil général, deux membres de sexe différent, qui se présentent en binôme de candidats. Les conseillers départementaux sont élus pour 6 ans au scrutin binominal majoritaire à deux tours, l'accès au second tour nécessitant 10 % des inscrits au 1er tour. En outre la totalité des conseillers départementaux est renouvelée. Ce nouveau mode de scrutin nécessite un redécoupage des cantons dont le nombre est divisé par deux avec arrondi à l'unité impaire supérieure. Dans l'Aisne, le nombre de cantons passe ainsi de 42 à 21. Le canton de Soissons-Sud ne fait pas partie des cantons conservés du département. 
Le canton disparait lors des élections départementales de mars 2015. L'ensemble des communes est rattaché au nouveau canton de Soissons-2 sauf la fraction cantonale qui est modifiée.

## Administration
| Période | Période | Identité              | Étiquette    | Qualité |
| ------- | ------- | --------------------- | ------------ | --- |
| 1973    | 1982    | Marc Laurent          | PCF          | Psychanalyste à Soissons |
| 1982    | 2001    | Mario-Louis Craighero | PS           | Magistrat, adjoint au maire de Soissons                                                                                      |
| 2001    | 2008    | Pascal Tordeux        | DVD puis UMP | Assureur à Soissons |
| 2008    | 2015    | Serge Vallée          | PCF          | Maire de Courmelles (1977-2008), puis Conseiller municipal de Courmelles (2008-2014) Suppléant du député Jacques Desallangre |

## Composition
Le canton de Soissons-Sud a groupé 11 communes et a compté 27 185 habitants en 2012.
| Code Insee | Nom                  | Population (hab.)                 |
| ---------- | -------------------- | --------------------------------- |
| 02722      | Soissons (Chef-lieu) | Fraction: 17 101 Commune : 28 309 |
| 02064      | Belleu               | 3 848                             |
| 02077      | Berzy-le-Sec         | 404                               |
| 02089      | Billy-sur-Aisne      | 1 122                             |
| 02226      | Courmelles           | 1 716                             |
| 02477      | Mercin-et-Vaux       | 947                               |
| 02485      | Missy-aux-Bois       | 112                               |
| 02564      | Noyant-et-Aconin     | 499                               |
| 02607      | Ploisy               | 82                                |
| 02706      | Septmonts            | 579                               |
| 02770      | Vauxbuin             | 775                               |

## Démographie
| 1975 | 1982   | 1990   | 1999   | 2006   | 2007   | 2008   | 2009   | 2010   |
| ---- | ------ | ------ | ------ | ------ | ------ | ------ | ------ | ------ |
| -    | 29 103 | 28 233 | 28 229 | 27 686 | 27 580 | 27 517 | 27 723 | 27 455 |

| 2011   | 2012   | - | - | - | - | - | - | - |
| ------ | ------ | - | - | - | - | - | - | - |
| 27 244 | 27 185 | - | - | - | - | - | - | - |